# ドンキーコング
『ドンキーコング』（DONKEY KONG） は、1981年7月に任天堂が発売した業務用ビデオゲームである。
本作は任天堂の看板キャラクターであるマリオが初めて登場した作品であり、同社を代表するゲーム製作者である宮本茂のビデオゲームのゲームデザイナーとしてのデビュー作である。本作は約85,000台を出荷する大ヒット作となり、ビデオゲーム市場における任天堂の成功の礎となった作品である。
本作は1982年にゲーム&ウオッチ版、1983年にファミリーコンピュータ版が発売されたことでも知られている。続編に『ドンキーコングJR.』や『ドンキーコング3』、『スーパードンキーコング』シリーズがある。

## ゲーム内容

### ステージ構成
ステージ構成は、スタートが25mで、順に50m・75m・100mとなり、これらの4つの面を順番にクリアすると再び25mから始まる4面ループ制。25m・75mは画面上のレディのいる場所、50mは一番上のベルトコンベアーに到達するとクリア、100mは鉄骨の全てのビスを抜くとクリア。樽や敵、ドンキーコングに触れたり、落下するとミスとなる。また、各ステージには制限時間が設けられており、時間内にステージをクリアしないと強制ミスになる。クリアすると、その時点での残り時間がそのまま得点に加算され、一定以上の得点になるとリトライ数が1増える。
25m〜100mを1周としており、この周回数が上がるにつれ敵の攻撃が激しくなるが、制限時間のスコアも増えるため高得点を狙いやすくなる。ただしステージの難易度が最も高いのは5周目となり、それ以降は難易度がループする。ただしバグのためレベル22に突入するとわずか8秒ほどで強制ミスになってしまいクリア不能となる（事実上の最高到達点）。

### 得点
制限時間は一定時間ごとに100ずつ減るのだが、周回を追うごとに減るペースが速くなるため、スタート時の制限時間スコアが多いからといって実際の制限時間が長いとは限らない。例えば最初の周回は開始時5000点・減少は2秒弱ペースだが、2周目になると開始時6,000点・減少は約1.5秒ペース。同じように3周目は開始時7,000点・減少は1秒強ペース、4周目以降は開始時8,000点・減少は1秒ペース（25mのみ約1.5秒ペースの減少）。バグの発生するレベル22は、開始から400点減った時点で強制ミス。レベル22まで到達した場合に出せる総合得点は60万点台。

### バージョン
日本でのアーケード版の基板は大まかに発売初期の前期バージョン（通称「TRYバージョン」）と、バグを修正した後期バージョン（通称「GETバージョン」）に分けられる。主な違いは、ステージ開始時のメッセージが異なる（前期バージョンでは「HOW HIGH CAN YOU TRY?」、後期バージョンは「HOW HIGH CAN YOU GET?」）。
後期バージョンは25mのワープの裏技が困難になったことなどである。しかし、後期バージョンでもワープできることがわかったため、最後期版では画面端の方向にジャンプした時に反転する範囲を広くすることで絶対にワープできないようにした。
アメリカではNES発売前の1982年に、任天堂以外のハードであるインテレビジョン・コレコビジョン（本体と同梱）・Atari 2600向けの移植作が、任天堂のライセンスを受けてリリースされた。
サウンドはアーケード版とファミコン版で若干異なっており、ファミコン版発売以後のリメイク版のサウンドは多くがファミコン版に準拠している。また、アーケード版ではジャンプ音が微妙に長い物が存在する。

### 他のゲームとの関連性
主人公（マリオ）がタルをつぶすときに使うハンマーは、ファミコンソフト『レッキングクルー』で壁壊しに使われているほか、以降のマリオシリーズにおいて武器として使用されることがある。また、『スーパーマリオRPG』および『マリオ&ルイージRPG』でのマリオの武器と『大乱闘スマッシュブラザーズ』シリーズでも攻撃アイテムとして登場する。
リフト面でのリフトや敵キャラクターのファイヤー、ピョンピョン飛んで落ちていくジャッキなども、役割を変えてスーパーマリオブラザーズシリーズでも使われている。

## キャラクター

### 登場人物
名前の左側は日本のアーケード版 インストラクションカードより、括弧内は英語版インストラクションカードより。右側は現在の名前。
プレイヤー (Jumpman) / マリオ
主人公。ドンキーコングにさらわれた恋人のレディを救い出すのが本作の目的。
アーケード版の発表当時は主人公の正式名称がなく、名前が固定するまではジャンプマンや救助マンなどとよばれていたが、続編『ドンキーコングJR.』でマリオと名づけられた。後にこの名前が本作のファミコン版などにも反映された。「Jumpman」という名前は、岩谷徹が考案したキャラクター「Walkman」や「PAC-MAN」をヒントにして付けられた。
コング (Donkey Kong) / ドンキーコング
敵役。タルを投げてプレイヤーを妨害する巨体のゴリラ。元々は主人公にペットとして飼われていたが、主人公をからかうために彼の恋人をさらい、工事中のビルへ逃げ込んだ。
宮本茂によれば、オリジナル版のエンディングを作った際に「マリオとドンキーは敵同士ではないため、ドンキーを殺したりするのではなく、プレイヤーが知恵を使ってイタズラ者の気を失わせる」というテーマで制作したとされる。
レディ (lady) / ポリーン
プレイヤーの恋人。ドンキーコングにさらわれ、50m以降の各ステージにバッグ、帽子、傘を落としていく。
当初は日本版・欧米版ともに「レディ」と一般名詞で呼ばれており、日本では1983年発売のファミコン版以降もそのままレディの名が引き続き使用された。その後、アメリカのアニメ番組『サタデー・スーパーケード』で彼女にポリーンという個人名が与えられ、この名前が1986年発売の欧米のNES版以降にも正式反映された。上記の経緯から、本作の日本版と欧米版でヒロインの名称が異なる期間が存在した。日本においてポリーンの名前が正式に使用されるのは1994年のゲームボーイ版『ドンキーコング』以降である（詳細はポリーン#レディとポリーンを参照）。

### 障害物
タル
25mでドンキーコングが転がす。樽は茶色をした通常の樽と青色でドクロのマークの入った火薬樽の2種類が存在し、1投目は必ず火薬樽を投げ、以降、8個目ごとに火薬樽を転がすか投げる。主人公がジャンプで飛び越すと100点、2個いっぺんに飛び越すと300点、3個では800点獲得する。
ステージ1の茶色をした通常の樽は、坂道になった足場に沿って下の階まで下りてくる。しかし、全ての樽が必ずマリオのスタート地点（最下層の一番左端）まで転がり落ちるわけではない。マリオの居る位置を通過した後は、一段下の坂道に落ちた後、マリオのスタート地点には向かわずに逆方向に向かってわずかに坂道を上り、画面外へと消える。
ひのこ
25m - 75mに出現する。25mは火薬樽がOIL缶と衝突するごとに、50mは中央の焼却炉から最大5体、75mは定位置に2体出現する。ジャンプで通り越すこともできるが、ランダムに動くためリスクが高い。主人公がハンマーを取ると色が青く変化する。
セメント
50mのベルトコンベア上で流れる。プレイヤーのジャンプは慣性の法則を無視するため、プレイヤー側から見てベルトコンベアの進行方向にあるセメントをジャンプで飛び越すことはできない。進行方向が一定時間（8秒程度）で反転する下段のベルトコンベアはその点に注意する必要がある。
なお、2周目以降でベルトコンベアの速度がアップするのはクレイジーコングを始めとするコピー版のみの仕様であり、オリジナル版では1周目の速度から速くなることはない。ファミリーコンピュータ版のOriginal Editionの挙動はアーケード版とは異なっている。
ジャッキ
75mで出現する。コングの左側から出現して、右へぴょんぴょんはねながら右側で落下する。レベル5以降では出現開始位置の微妙な見極めがクリアの成否を分ける。
おじゃま虫
100mに最大5体出現する。ひのこと同じ理由でジャンプで飛び越すのはリスクを伴う。
ビス
100mに8本存在する。ビスの上を通過することでビスが外れ、そこに穴が開く。ビスが外れた箇所をおじゃま虫は通過できず、またプレイヤーもジャンプで越えないと下に落ちてミスとなる。

## 移植版
| No. | タイトル                                                  | 発売日                                      | 対応機種                                          | 開発元         | 発売元         | メディア                                | 型式                      | 売上本数        | 備考                                                                  |
| --- | --------------------------------------------------------- | ------------------------------------------- | ------------------------------------------------- | -------------- | -------------- | --------------------------------------- | ------------------------- | --------------- | --------------------------------------------------------------------- |
| 1   | Donkey Kong                                               | 1982年3月3日 1982年                         | インテレビジョン                                  | コレコ         | コレコ         | ロムカセット                            | 7625-7A 2471              | -               |                                                                       |
| 2   | Donkey Kong                                               | 1982年                                      | Atari 2600                                        | アタリ         | アタリ         | ロムカセット                            | 4L2274 2451               | -               | [ 17 ]                                                                |
| 3   | Donkey Kong                                               | 1982年8月                                   | コレコビジョン                                    | コレコ         | コレコ         | ロムカセット                            | 2411                      | -               | [ 18 ]                                                                |
| 4   | Donkey Kong                                               | 1983年6月1日                                | Atari 800                                         | アタリ         | アタリ         | フロッピーディスク                      | RX8031                    | -               | [ 19 ]                                                                |
| 5   | ドンキーコング                                            | 1983年7月15日 1986年6月1日 1986年10月15日   | ファミリーコンピュータ                            | 任天堂 SRD     | 任天堂         | 192キロビットロムカセット               | HVC-DK                    | 113万本         | [ 22 ]                                                                |
| 6   | Donkey Kong                                               | 1983年                                      | PC/AT互換機 TI-99/4A コモドール64                 | アタリ         | アタリ         | フロッピーディスク                      | RX8512                    | -               |                                                                       |
| 7   | Donkey Kong                                               | 1986年                                      | Amstrad CPC MSX ZX Spectrum                       | Ocean Software | Ocean Software | カセットテープ                          | -                         | -               |                                                                       |
| 8   | ドンキーコング                                            | 1988年4月8日                                | ディスクシステム                                  | 任天堂         | 任天堂         | ディスクカード片面                      | FMC-DKD                   | 書き換え：5万回 | 書き換え専用                                                          |
| 9   | Donkey Kong                                               | 1988年                                      | Atari 7800                                        | アタリ         | アタリ         | ロムカセット                            | CX7848                    | -               | [ 24 ]                                                                |
| 10  | Donkey Kong Classics                                      | 1988年10月 1989年8月10日                    | NES                                               | 任天堂         | 任天堂         | ロムカセット                            | NES-DJ-USA NES-DJ-EEC     | 156万本         | NES版の「ドンキーコング」と「ドンキーコングJr.」を1本に収録したソフト |
| 11  | ドンキーコング64                                          | 1999年12月6日 1999年12月10日                | NINTENDO 64                                       | レア           | 任天堂         | 64メガビットロムカセット                | NUS-NDOP-EUR NUS-NDOJ-JPN | -               | ミニゲームとしてアーケード版を収録                                    |
| 12  | ファミコンミニ02 ドンキーコング NES Classic+2 DONKEY KONG | 2004年2月14日 2004年6月7日 2004年7月10日    | ゲームボーイアドバンス                            | 任天堂         | 任天堂         | ロムカセット                            | AGB-FDKJ-JPN AGB-FDKP     | -               | ファミリーコンピュータ版の移植                                        |
| 13  | ドンキーコング                                            | 2006年11月19日 2006年12月2日 2006年12月8日  | Wii                                               | 任天堂         | 任天堂         | ダウンロード （バーチャルコンソール）   | FAAJ FAAP                 | -               | ファミリーコンピュータ版の移植                                        |
| 14  | ドンキーコング                                            | 2012年10月17日 2013年8月15日 2013年11月21日 | ニンテンドー3DS                                   | 任天堂         | 任天堂         | ダウンロード （バーチャルコンソール）   | RAHJ RAHP                 | -               | ファミリーコンピュータ版の移植                                        |
| 15  | ドンキーコング                                            | 2013年7月15日                               | Wii U                                             | 任天堂         | 任天堂         | ダウンロード （バーチャルコンソール）   | FAFJ FAFP                 | -               | ファミリーコンピュータ版の移植                                        |
| 16  | ドンキーコング                                            | 2016年11月10日 2016年11月11日               | ニンテンドークラシックミニ ファミリーコンピュータ | 任天堂         | 任天堂         | 内蔵ゲーム                              | -                         | -               | ファミリーコンピュータ版の移植                                        |
| 17  | ドンキーコング                                            | 2018年6月14日 2018年6月15日                 | Nintendo Switch                                   | ハムスター     | ハムスター     | ダウンロード （アーケードアーカイブス） | -                         | -               | アーケード版の移植                                                    |
| 18  | ファミリーコンピュータ Nintendo Switch Online             | 2018年9月19日                               | Nintendo Switch                                   | 任天堂         | 任天堂         | ダウンロード                            | -                         | -               | ファミリーコンピュータ版の移植                                        |

### ファミリーコンピュータ版
1983年7月15日、ファミリーコンピュータのローンチタイトルのひとつとして続編『ドンキーコングJR.』や『ポパイ』と共に発売。
25mなどの高さの表示は無くなっており、スタート時のデモ（ドンキーコングがレディを担いで25mの最上部に上り、平らな床を振動で斜めにさせるという内容）やステージクリア時のドンキーコングがレディを担いで上がるデモが省略され、最終面クリア時のBGMも2種類から1種類に削減されている。また、容量の問題から、アーケード版のベルトコンベアー面 (50m) が削除され3面構成となっており、1面（アーケード版の25m）で放り投げられる火薬樽が普通の樽と同じグラフィックになり、挙動も1段ずつひっかかりながら真下に落ちるか毎回同じジグザグに落ちる2種類のみとなっている。
一方、それまでのアーケードゲームの家庭版は絵が違ったりステージが1つしか遊べなかったりしたが、このゲームは機能縮小こそあれどアーケード版と見まごうほどの移植度の高さが特徴であり、当時としては画期的であった。シンプルなステージの繰り返しだったそれまでのゲームに対し、キャラクター性とストーリー性を持たせた点でも優れた作品であることがわかる。
『どうぶつの森』『どうぶつの森+』『どうぶつの森e+』のファミコン家具としてプレイ可能。2004年2月14日に「ファミコンミニ」のラインナップとしてゲームボーイアドバンスに移植されたほか、バーチャルコンソールとして2006年12月2日にWiiで、2012年10月17日にニンテンドー3DSで、2013年7月15日にWii Uでそれぞれ配信開始された。ニンテンドークラシックミニ ファミリーコンピュータ、Nintendo Switch Online加入者向けのソフト『ファミリーコンピュータ Nintendo Switch Online』にも収録されている。
日本国外のNESでは、『Donkey Kong Classics』として、本作と『ドンキーコングJR.』を1本のソフトにカップリングしたものが発売されている。

#### Donkey Kong Original Edition
Donkey Kong Original Edition（ドンキーコング オリジナル・エディション）は、2010年に欧州で発売されたスーパーマリオ25周年仕様のWiiにプリインストールされた特別版のバーチャルコンソール（日本版では代わりに『スーパーマリオブラザーズ25周年バージョン』がプリインストールされている）。
ファミコン版をベースに、アーケード版にあるベルトコンベアー面（最上段のドンキーコングは移動しない）やステージクリア時にドンキーコングがレディを担いで上がるデモ（ただしデモ中はマリオなどが表示されない）といったファミコン版で削除されていた要素が一部復活している。タイトルクレジットの年号は「1981」から「1983-2010」に変更されている。
日本では2012年7月28日から9月2日まで「クラブニンテンドー 夏のダウンロード版スタートキャンペーン」の特典としてニンテンドー3DS向けに配信されていた。また欧州・豪州では、2014年9月よりニンテンドー3DS版がニンテンドーeショップにて販売を開始している。
アーケード版で「レベル22で残りタイムが400になる現象」を前述したが、ファミコン版（通常版、オリジナルエディションの両方）でもレベル133で同様の現象が起こる。

## 開発

### 経緯
『ドンキーコング』は、1980年に任天堂から発売された業務用ビデオゲーム『レーダースコープ』の基板の在庫処分を目的として開発が始められたものである。『レーダースコープ』は池上通信機との共同開発によるギャラクシアンタイプのシューティングゲームで、表示キャラ数を増やすことを目的に高速なICやメモリを採用した高性能な基板を使用していることが特徴であった。しかし、それが災いして販売価格が高価となり、また、日本内外を問わず販売されて稼働したものについても売上が全く伸びなかったとされている。結局『レーダースコープ』は販売不振に終わり、任天堂は大量に在庫を抱える事態となってしまった。
『ドンキーコング』の開発にあたっては任天堂側では横井軍平を中心とするチームが立ち上げられた。任天堂は1981年4月1日に池上通信機と開発委託契約を締結し、ゲーム案を説明する数枚の資料が池上通信機に送付された。そのゲーム案の内容は宮本茂の発案による『ポパイ』のキャラクターを使用した「ポパイのビアダル攻撃ゲーム」というものであった。
宮本茂によるスケッチに書かれたゲーム内容はポパイが鉄骨で構成された工事現場を樽を避けながらハシゴを伝って登り、最上階にさらわれたオリーブを救助するというものであった。しかし、最上階に位置する敵役は『ポパイ』に登場するプルートではなく、当初からゴリラが描かれていた。最終的には『ポパイ』の権利交渉がまとまらなかったことを理由に、宮本はマリオやドンキーといったオリジナルのキャラクターをデザインした。
なお、宮本のデザインしたマリオは、その当時のハードウェア上の制約を根拠に作成されたものとなっている。その一例として、少ないドット数で顔を表現するために、帽子を被らせて鼻の大きい髭面の風貌となったこと。また、テレビ画面でもわかりやすくするため、少ないアニメ枚数で体の動きを表現するために、マリオにオーバーオールを着せたことが挙げられる。これらの特徴が由来となって、マリオが大工の設定となった。なお、現在ではマリオは赤いシャツに青いオーバーオールというファッションが一般的だが、この当時は青いシャツに赤いオーバーオールという、逆の配色だった。
池上通信機側では、プログラムの開発を担当する駒野目裕久、飯沼実、西田充裕、村田泰裕の手によって「ポパイのビアダル攻撃ゲーム」に対する検討が行われた。宮本のゲーム案の問題点の洗い出しと並行して、彼らの発案による全く別のゲーム案の検討も行われたものの、最終的に宮本のゲーム案を使用することを決定。宮本と打ち合わせを行って仕様書を作成し、開発に着手した。
駒野目によれば、この宮本と池上通信機の開発スタッフの打ち合わせの中で、宮本のゲーム案に対するいくつかの大きな変更が加えられたとしている。その一例として「ジャンプ」のアイデアがある。当初主人公が落ちてくる樽を回避する手段は、ステージに設置された退避用の梯子を登ることだった。この仕様に対しては、常に逃げ回るゲームでヤキモキするという意見や、難易度への懸念も存在していた。この不満を解消するために、樽をジャンプで回避するアイデアが出され、ゲーム中に盛り込まれることになった。1981年当時、ジャンプを仕様として盛り込んだゲームは数少なかったという理由から、この仕様はこのゲームの一番の売りとして位置付けられることとなった。この他にも、レバー1本とボタン1つで操作する操作系や、面の構成についてもこの打ち合わせの中で決定されたという。
製作期間に関しては、2016年の宮本茂へのインタビューによると、当時の任天堂のゲームの開発期間が約3か月だったのに対して、『ドンキーコング』は4か月から5か月程度掛かったと証言している。一方、駒野目が執筆した「ドンキーコング奮闘記」によると、1981年4月6日に数枚の説明資料とともに任天堂から開発依頼を受け、そこから約3か月間の期間をかけて開発を行ったと記している。
駒野目によると、仕様書の作成が約10日間と短期間だったこともあり、開発に着手した後もゲームをより面白くするために仕様の追加・変更が重ねられた。宮本からもゲームを改良するための様々な提案が送られてきたという。その作業は出荷間際の1981年7月まで続き、その度重なる仕様変更により生じるプログラムのバグには頭を悩ませたと記している。
宮本も池上通信機のスタッフ4人もビデオゲームの開発に携わるのは初めての経験であった。駒野目は本作をビデオゲームの専門家以外のものが集まって知恵を出しあったゲームとして総括している。
効果音は田中宏和が担当。このうちマリオが歩く時の音は、基板についているコンデンサーの充放電を利用して、歩くタイミングによって音が変わるように調整していた。

### 名前の由来
『ドンキーコング』の「ドンキー（donkey）」は一般的な「ロバ」という意味ではなく、「とんま、まぬけ」といった意味であるが、英語でその意味で使われることはほとんどない。また、「コング（kong）」は当時の日本では『キングコング』の影響で「大型のゴリラ」を指す単語として誤解され広まっていたが、元々は同作における造語であり、本来の英語にこのような単語は存在しない。
名付け親は当時任天堂の広報部に勤めていた本郷好尾。「とんま」という言葉を和英辞典で調べていたら「Donkey」とあり、（「ゴリラ」を意味する単語と思われていた）「Kong」と組み合わせて「語呂がいい」ということで提案したところそのまま正式に採用された。それ以外の案では、宮本茂はゴリラに頭巾をかぶせ「鞍馬コング」にしようと提案したなどといったエピソードもある。またそれ以外に『ファニーコング（Funny Kong）』『ステューピッドコング（Stupid Kong）』『クレイジーコング（Crazy Kong）（海賊版のタイトルになった。詳細は後述）』が候補として挙げられていたが、このうち『ドンキーコング』を正式名称に選んだのは、当時の任天堂本社の貿易部輸出部長だとされる。また、マリオのネーミングは、米国任天堂が借りていた倉庫のオーナー、マリオ・セガールの顔が『ドンキーコング』の主人公にそっくりだったことに由来する。

### 訴訟

#### 池上通信機裁判
アーケード版『ドンキーコング』のプログラミングを委託された池上通信機は、1983年7月20日、著作権侵害を理由に任天堂に対する賠償請求を東京地方裁判所に申し立てた。池上通信機に無断での、任天堂による『ドンキーコング』基板の複製に対する契約不履行が、著作権侵害の理由であった。
この訴えに先立ち、同年6月27日に任天堂はゲームデザイン本体は任天堂社員によるものであることと、契約履行後の池上通信機の請求権不在を理由に任天堂も東京地方裁判所に訴えを起こしていた。
この裁判は判決が下されないまま、両者の和解で決着した。
任天堂に引き渡されたROMデータの中には池上通信機の社名・電話番号などが隠されている。ソースリストは任天堂に渡されていなかったため、続編の『ドンキーコングJR.』を開発する際には任天堂自身で逆アセンブルなどの解析を行うはめになった。
なお、本事件後、池上通信機はセガと契約しゲーム開発を続行することとなる。その中のひとつに、本作に類似した『ティップタップ』（1983年、英名：『Congo Bongo』）があり、クオータービューを採用して立体感を出すなど、ある意味では本作の正統な進化形と捉えることができ、画面構成や面数の表示方法などで池上通信機テイストが継承されている。

#### キングコング裁判
1982年、米大手映画会社のユニバーサル映画（当時はMCA傘下）が、『ドンキーコング』は当時同社が版権を保有していたとされる映画『キングコング』（1976年）のキャラクター著作権を侵害しているとして損害賠償を求める訴訟を起こした。
これに対し任天堂の米国法人であるNintendo of America（NOA）は逆に「ユニバーサル映画が同訴訟を提起したことは『ドンキーコング』の名誉を毀損した」として反訴（カウンタークレーム）を起こし真っ向から対決。そして裁判の過程において任天堂側の弁護士ジョン・カービィは、元々ユニバーサル映画はオリジナルの『キング・コング』（1933年版）に関する版権をRKO社から取得せずにリメイク版の『キングコング』（1976年版）を制作していたこと、またリメイク版の公開当時前記の理由でRKO側から起訴され裁判が行われた際、ユニバーサル側が「（オリジナル版は）パブリックドメインである」と証言し勝訴していたことを指摘し、「そもそもユニバーサル映画は『キングコング』に関する版権など保有していない」ということでユニバーサル映画側の訴えは却下されてしまう。
最終的に上記の事情に加え「『ドンキーコング』と『キングコング』は全くの別物である」という任天堂の主張が認められた結果、1986年に任天堂はユニバーサル映画から約160万ドルの損害賠償を勝ち取った。
この裁判ではハワード・リンカーン率いるNOA法務部の活躍が光り、以後米国のゲーム業界における任天堂およびNOAの発言力を高めることにつながっている。新・電子立国のインタビュー当時、マイクロソフトの法律部門が任天堂の同部門にコピー対策について相談に来ていたという。

## 音楽

### サウンドトラック
ファミコン・ミュージック（1986年5月25日）
G.M.O.レコードより発売されたアルバム内の一作品として収録されている。
ファミコン 20TH アニバーサリー オリジナル・サウンド・トラックス VOL.1
2004年1月7日、サイトロン・デジタルコンテンツより発売されたCD内の一作品として収録されている。

## スタッフ
アーケード版
- エグゼクティブ・プロデューサー：山内溥
- プロデューサー：横井軍平（任天堂）
- ディレクター：宮本茂（任天堂）
- ゲーム・デザイナー：宮本茂（任天堂）
- プログラマー：駒野目裕久（池上通信機）、飯沼実（池上通信機）、西田充裕（池上通信機）、村田泰裕（池上通信機）
- グラフィック・デザイナー：宮本茂（任天堂）
- サウンド・コンポーザー：兼岡行男（任天堂）
- サウンド・プログラマー：兼岡行男（任天堂）、田中宏和（任天堂）
- サウンド・エフェクト：田中宏和（任天堂）

ファミリーコンピュータ版
- エグゼクティブ・プロデューサー：山内溥
- プロデューサー：上村雅之
- プログラマー：中郷俊彦
- サウンド：兼岡行男、田中宏和

## 評価
アーケード版
1998年に刊行されたゲーメストムック『ザ・ベストゲーム2』では、「マリオのキャラクター性もあるが、しっかりした目的を持たせた上にしっかりしたアクションをさせるゲームはそれまでなかっただけ大ヒットすることとなる」と紹介されている。
ファミリーコンピュータ版
ゲーム誌「ファミリーコンピュータMagazine」1991年5月10日号特別付録の「ファミコンロムカセット オールカタログ」では、「任天堂初期の名作」、「キャラクタもののアクションゲームの元祖」、「このゲームは全3面で構成されている。現在で考えるといかにも貧弱だが当時では画期的なシステムだった」と紹介されている。

## ゲーム&ウオッチ版
アーケード版の25mをアレンジした上下二画面の構成で、上部にあるクレーンに飛び移り、ドンキーコングの足場にかかったフックを外していく（4つ外すとドンキーコングが落下する）という内容。その後、マリオはステージ下部から再スタートとなる。初めて十字ボタンを採用したゲームとしても知られる。箇体は2画面、このプラットフォームでは主人公の名前が「救助マン（海外版はMARIO）」と説明書に記載されている。
1997年9月発売のゲームボーイ用ソフト『ゲームボーイギャラリー2』や、2006年7月にはクラブニンテンドーの景品『GAME & WATCH COLLECTION』（ニンテンドーDS用ソフト）に収録された。

### 移植版
| No. | タイトル                | 発売日                                    | 対応機種           | 開発元        | 発売元 | メディア                              | 型式           | 売上本数 | 備考                           |
| --- | ----------------------- | ----------------------------------------- | ------------------ | ------------- | ------ | ------------------------------------- | -------------- | -------- | ------------------------------ |
| 1   | ゲームボーイギャラリー2 | 1997年9月27日                             | ゲームボーイ       | 任天堂 トーセ | 任天堂 | ロムカセット                          | DMG-AGIJ       | -        | [ 62 ]                         |
| 2   | GAME&WATCH GALLERY 2    | 1998年11月20日 1998年                     | ゲームボーイカラー | 任天堂 トーセ | 任天堂 | ロムカセット                          | -              | -        | [ 63 ]                         |
| 3   | GAME & WATCH COLLECTION | 2006年7月28日                             | ニンテンドーDS     | 任天堂        | 任天堂 | DSカード                              | -              | -        | クラブニンテンドー景品、非売品 |
| 4   | ゲームボーイギャラリー2 | 2012年3月21日 2012年5月31日 2012年5月24日 | ニンテンドー3DS    | 任天堂 トーセ | 任天堂 | ダウンロード （バーチャルコンソール） | CTR-P-RBTJ-JPN | -        | [ 64 ]                         |

## 関連作品

### クレイジーコング
アーケード版『ドンキーコング』の許諾品であるクローンで、前期バージョンが基になっている。当初は日本物産の『クレイジー・クライマー』の基板を改造して、『ドンキーコング』を動作させたものとなっていた。『クレイジー・クライマー』の音声ROMもそのまま搭載し、ゲーム中の効果音に使いまわされた。マリオがジャンプする時の効果音が「ホヤッ」という『クレイジー・クライマー』でゴリラが攻撃するときの音声となっているのが一例である。
ファルコンにはゲームを解析する技術が無かったらしく開発は他社が行ったといわれている。オリジナルの『ドンキーコング』の基板と違い、ハーネスの配線が複雑ではなかったので、汎用筐体で稼動させるには非常に好都合だったらしく、特に駄菓子屋や場末のゲームセンターでは重宝されていた（ただし、玩具店には任天堂レジャーシステムによるリースで純正品が設置されていることがほとんどだった）。基板は純正基板と同じく配線が複雑なコネクタータイプの忠実な物も存在していた。
また、純然たるデッドコピー品といえる「コピー基板のコピー基板」も数多く存在し、『クレイジーコング』の場合はタイトルもそのままでファルコンの社名を消してコピーしたものが出回った。さらに『モンキードンキー』『ビッグコング』などさまざまなコピー品があるが、どれも『ドンキーコング』ではなく『クレイジーコング』のコピーである。
同年には『クレイジーコングPARTII』が登場している。ゲーム内容としては大きな変化は無いが、ステージがやや改造されたほか、アトラクトデモで前作で捕まったコングが檻から脱走するというオリジナルのシーンが追加されている。
1996年から1997年にかけて『bit』誌に掲載された連載「アーケードゲームのテクノロジ」によると、『クレイジーコング』の基板には『ドンキーコング』の半分程度のスプライト表示能力しか存在せず、『ドンキーコング』の開発者の一人である駒野目裕久はその基板の能力の差から本作をオリジナルと比べてかなり見劣りするものとして見ていた。しかし、コングが檻から脱出するデモシーンに関してはゲームの背景を分かりやすくするものとして評価している。この評価には『ドンキーコング』の開発で演出面に時間を割くことができなかったという背景があり、1981年のAMショーで展示されていた本作を見た『ドンキーコング』関係者は、皆一様に「やられた」という感想を抱いたと記している。
1981年9月、任天堂は株式会社キョウエイに許諾台数、輸出禁止などの条件付きで本作を許諾したが、株式会社ファルコンがキョウエイから営業権を譲渡され、引き継いだことでファルコンは『クレイジーコング』の製造を開始した。しかしファルコンは許諾台数の数倍という数の基板を製造、販売し、さらに日本だけでなく国外へも輸出した。このことで任天堂は1982年6月1日にファルコンに対して、不正競争防止法に基づき仮処分申請を京都地方裁判所に行い、同年7月5日に仮処分決定、同年10月13日に損害賠償請求および不正競争行為の差し止め請求の本訴を行った。
また、アメリカでもコピー業者の摘発の例があり、任天堂は海賊版撲滅に乗り出しこれがスーパーファミコンのパスワードシステムを用いたプロテクトの開発に繋がっていく。

### 影響を受けた作品
任天堂以外のメーカーからも、ドンキーコングの雰囲気を再現したようなゲームがいくつか出ていた。アーケード版が出た当時はテレビゲームの能力が乏しかったため、玩具メーカーは電子ゲームで再現することに力を入れていた。
キングマン（トミー）
電子ゲーム。さらわれた女性を助けるという設定や、キングマンが放つコウモリをジャンプでかわす点が酷似。開発バージョンではコウモリではなく樽だった。
モンスターパニック（エポック社）
電子ゲーム。道中、ミイラ男が転がす爆弾をジャンプでよけるフィーチャーが存在する。
モンスターマンション（エポック社）
カセットビジョン用ソフト。1982年10月7日発売。さらわれた女性を助ける設定など、ドンキーコングを意識した作りになっている。

### ゲームボーイ版
1994年6月14日に発売された、本作を基にした大幅なリメイク作品。プロローグを除いてはほぼ新作と言っていいほど内容が大幅に追加されている。ここではアーケード版のリメイクに相当するプロローグ部分のみ解説する。
ゲーム開始時にプレイする「ステージ0」がアーケード版のステージを再現したリメイクになっており、FC版で削除されたベルトコンベアー面や帽子のアイテムが復活。ただし、ゲームボーイの画面の関係からオリジナルと比べてやや短縮しているほか、ゲームボーイ版独自の操作が多数追加されている。
アーケード版の100mに相当するステージをクリアして以降は、旧作とは全く異なるゲームボーイ版独自の展開（本編）となり、アクションパズルの要素が強くなる。